# Floresta ombrófila mista

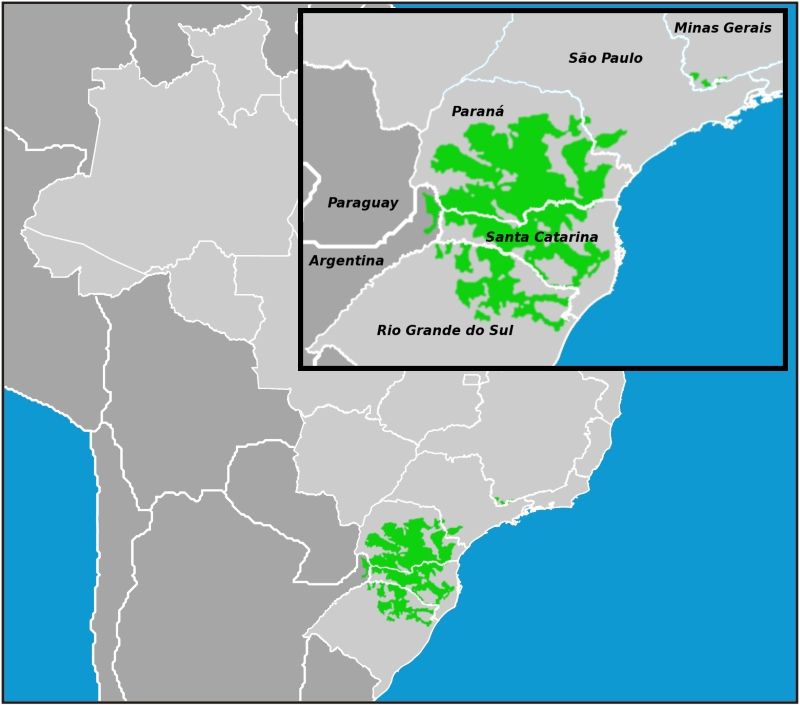
Ursprüngliche Ausdehnung der Floresta Ombrófila Mista.

Die Floresta ombrófila mista (portugiesisch für regenliebender gemischter Hain) ist eine Ökoregion von subtropisch-immerfeuchten Araukarienwäldern, die sich in Südbrasilien und teilweise in der Provinz Misiones (Argentinien) einst über eine sehr große Fläche erstreckten. Sie sind nicht zu verwechseln mit den Araukarienwäldern der Anden.
Kennzeichnend für die Floresta ombrófila mista ist die Baumart Brasilianische Araukarie (Araucaria angustifolia), die als 45 m hoher Emergent das Kronendach des Lorbeerwaldes überragt. Die Kronenschicht und den größten Anteil der Baumarten machen Laubbaumarten wie Ocotea odorifera (Syn.: Ocotea pretiosa) und Ocotea catharinense, Campomanesia xanthocarpa sowie Mimosa scabrella und Parapiptadenia rigida aus. Evolutionsgeschichtlich bedeutsam sind die Wälder als Relikt früher viel weiter verbreiteter Nadel- und Laubmischwälder, in denen viele für die Flora der Südhalbkugel charakteristische Taxa beheimatet sind.

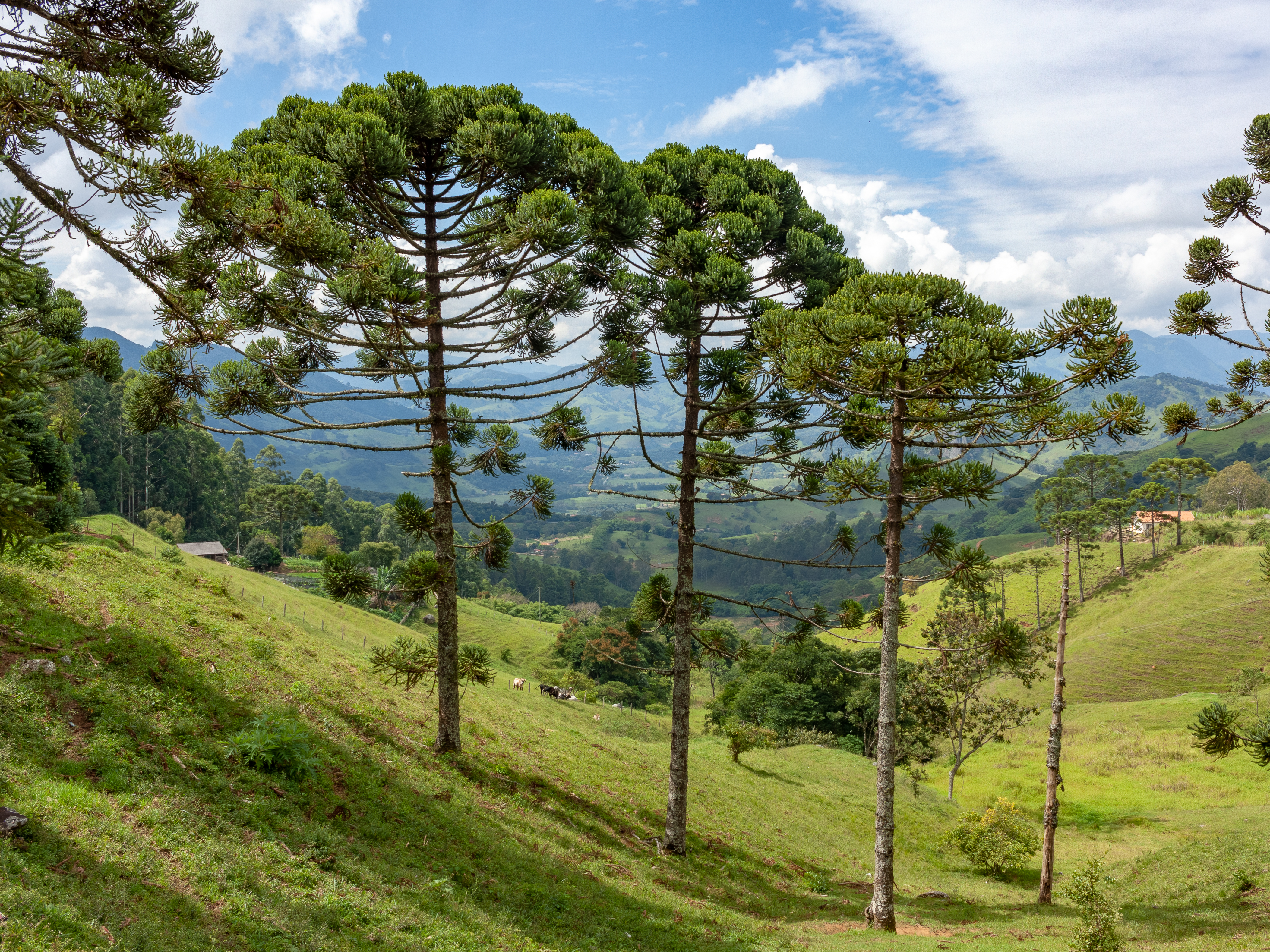
Freistehende Araukarien

In diesen Wäldern kommen viele vom Aussterben bedrohte Tier- und Pflanzenarten vor, darunter der Azurblaurabe (Cyanocorax caeruleus) und der Jaguar.
Bemerkenswert ist die ungewöhnlich hohe Artenvielfalt an Froschlurchen (Anura). Bis heute sind hier auf einer Fläche von zirka 300 Quadratkilometern 76 Arten aus 24 Gattungen nachgewiesen, etwa ein Viertel davon ist endemisch.
Diese Waldformation ist Teil des Bioms Mata Atlântica.

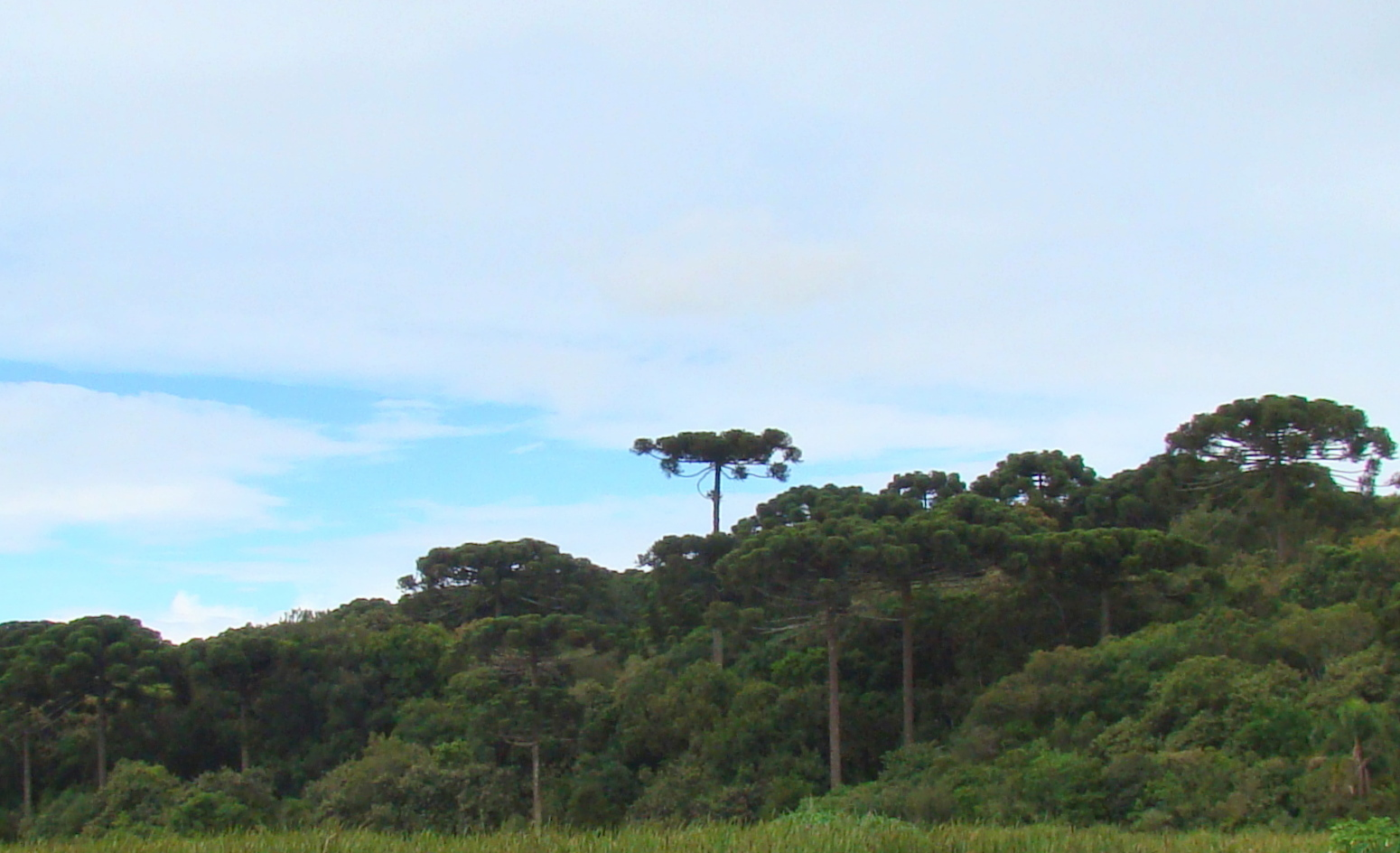
Araukarien in Piraquara
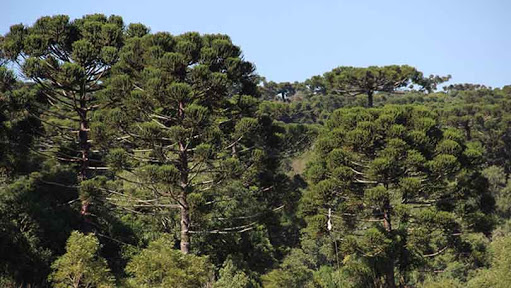
Im Araukarienpark in União da Vitória
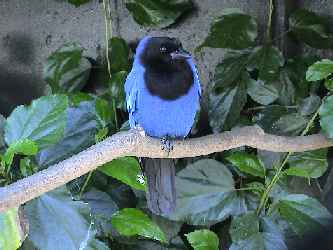
Azurblau-Rabe (pt: Gralha-Azul)
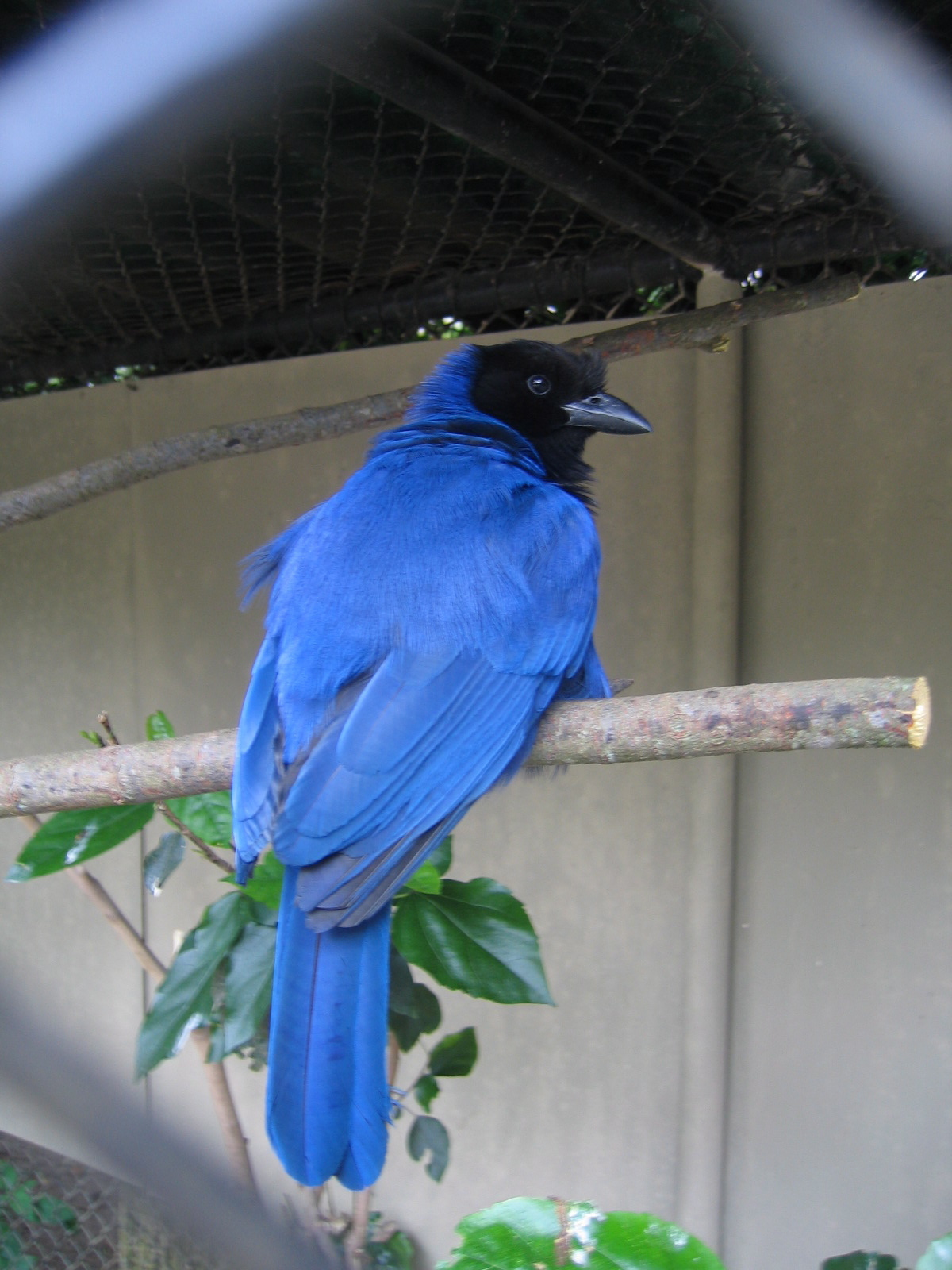
Azurblau-Rabe
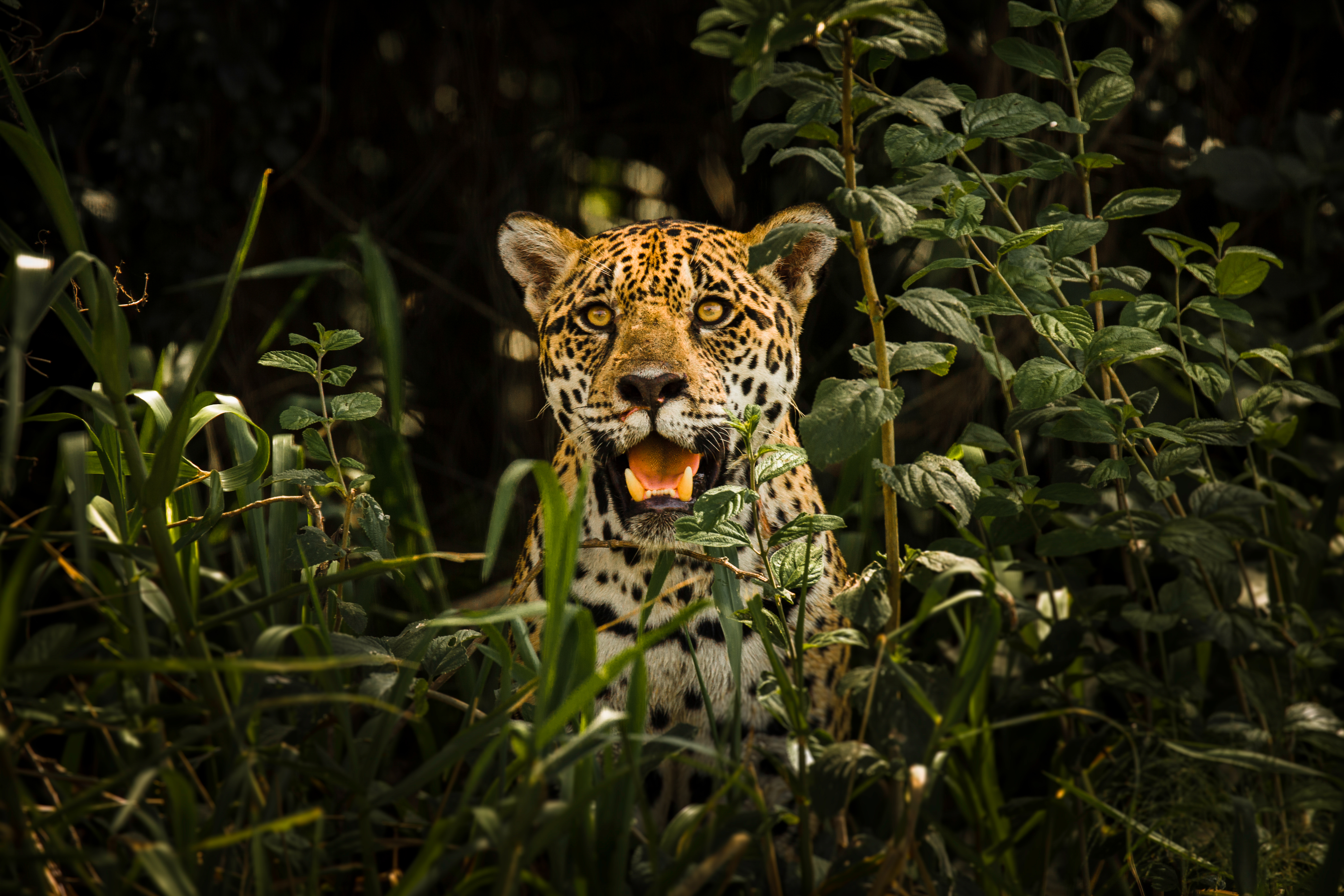
Jaguar (Onça im Pantanal)